# Vlag van Houthulst
De vlag van Houthulst bevat centraal op de vlag het gemeentewapen op een achtergrond van 3 horizontale strepen in het groen, wit en blauw. De kleuren werden ontleend aan de vroegere wapens van de deelgemeenten Houthulst (wit en groen), Merkem (wit en blauw) en Klerken (wit en blauw).
De vlag werd door de gemeenteraad op 1 juli 1985 officieel vastgesteld. Op 10 maart 1986 werd hij door het Bestuur van Vlaanderen bevestigd en uiteindelijk gepubliceerd op 8 juli 1986 en opnieuw op 17 oktober 1986 in het officiële Belgisch Staatsblad.
Officieel wordt de vlag beschreven als:
Drie even hoge banen van groen, van wit en van blauw, met op het midden het gemeentewapen.

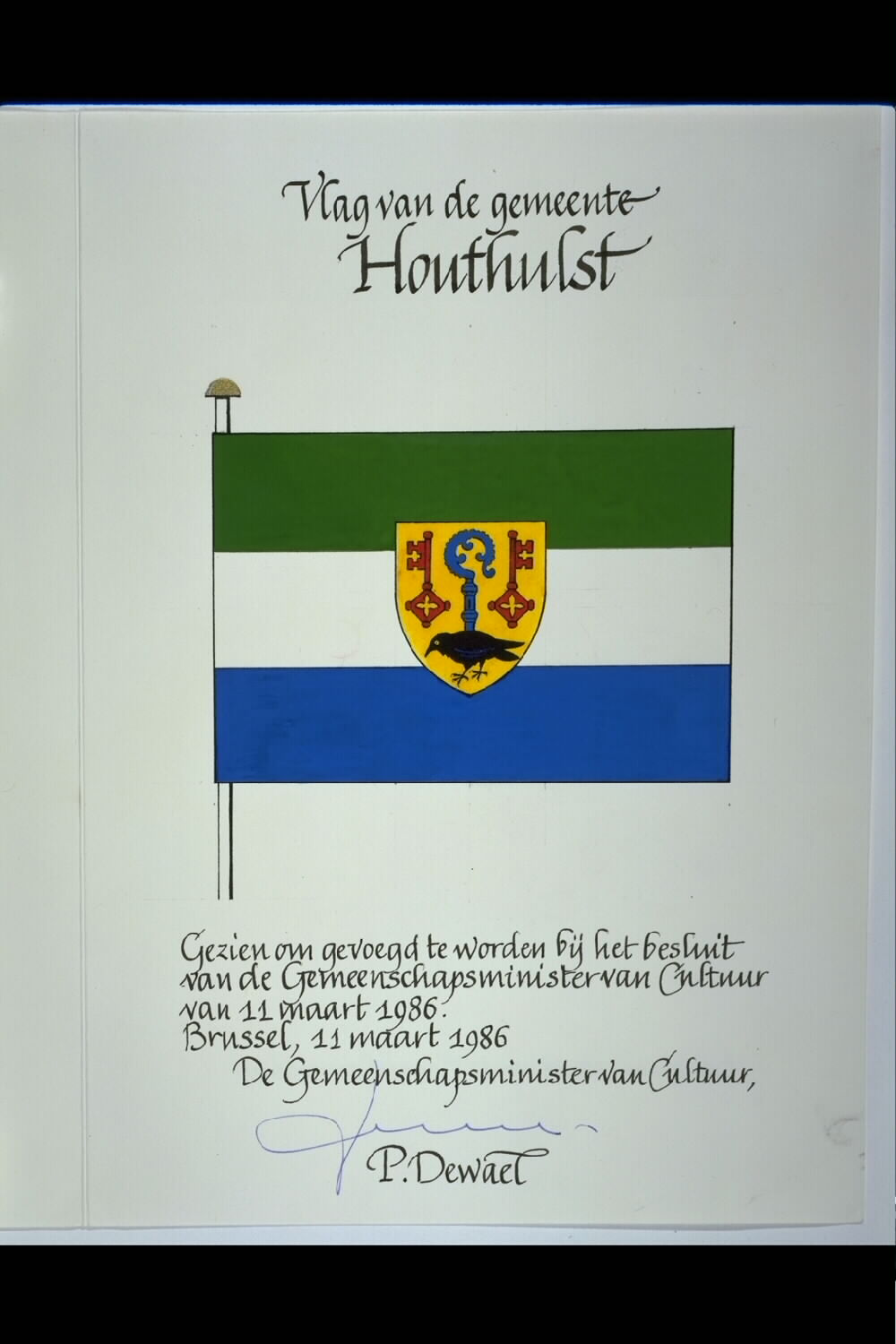
Ontwerp vlag getekend door Patrick Dewael